# Albuca bakeri
Albuca bakeri ist eine Pflanzenart der Gattung Albuca in der Familie der Spargelgewächse (Asparagaceae). Sie kommt nur in der Capensis im südlichen Südafrika vor.

## Beschreibung

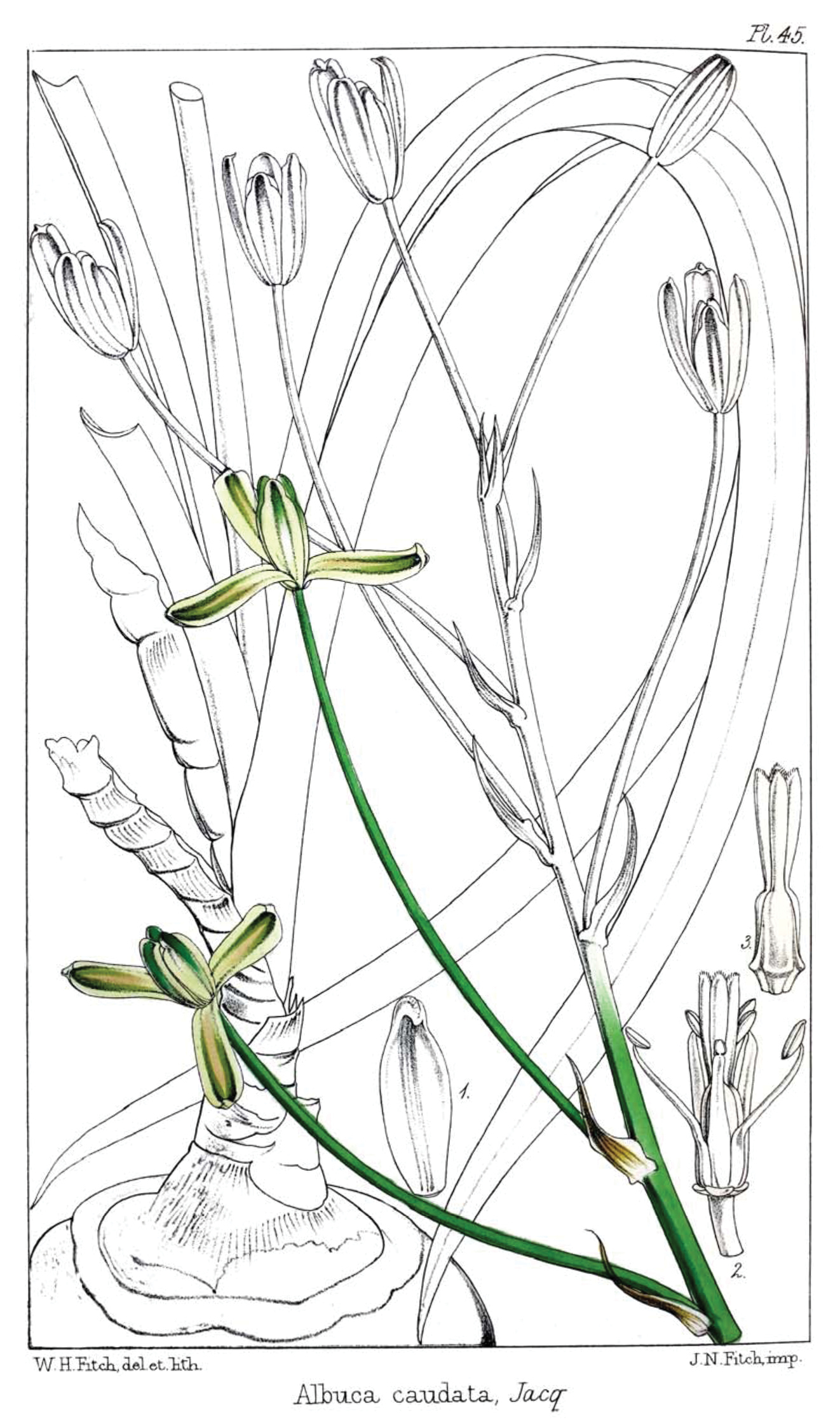
Illustration

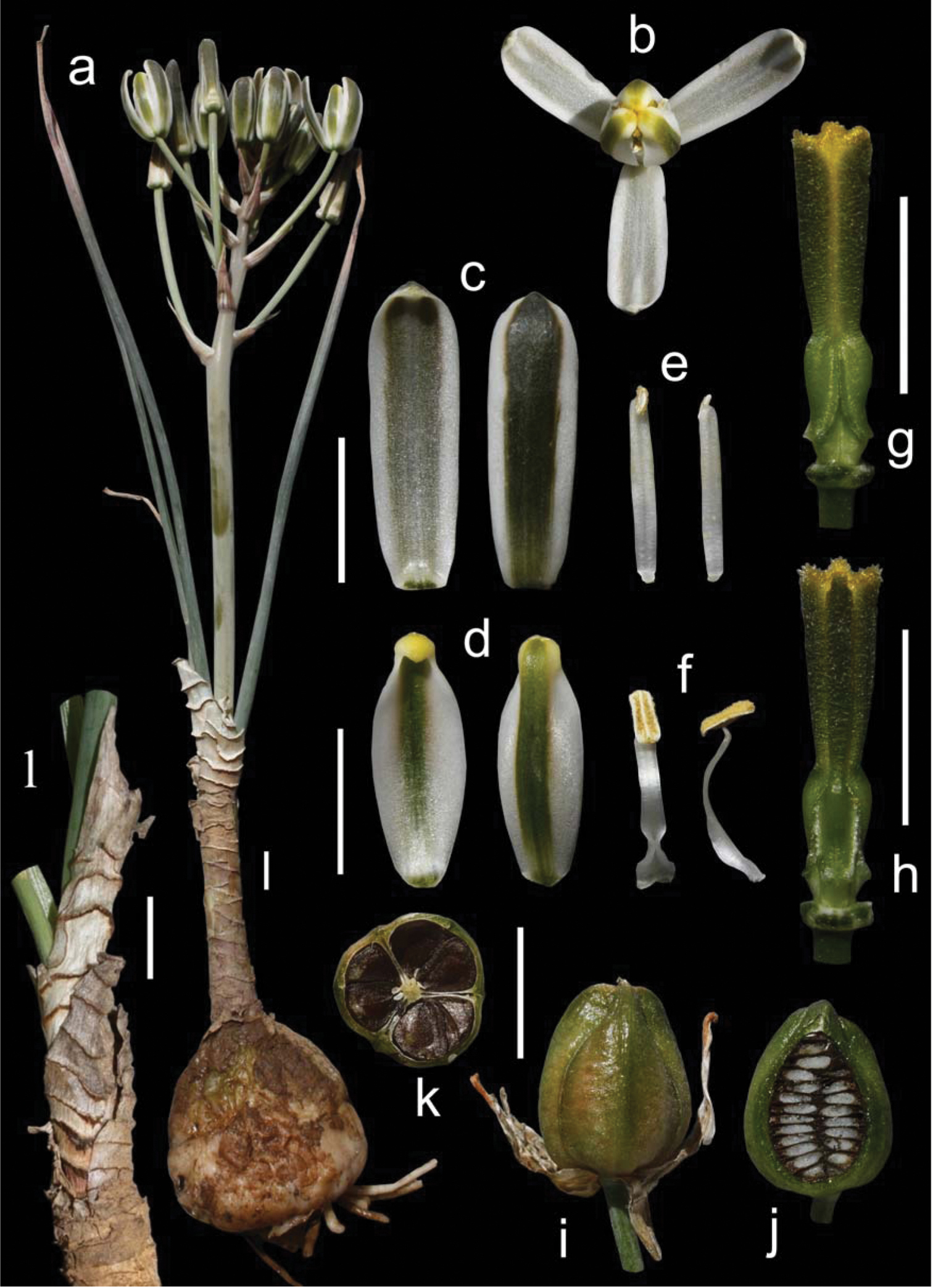
Details der Pflanzenteile

### Vegetative Merkmale
Albuca caudata wächst als  immergrüne oder laubabwerfende, ausdauernde krautige Pflanze. Die meist einzelne, unterirdische Zwiebel ist bei einer Länge von 3,2 bis 7 Zentimetern sowie einem Durchmesser von 2,5 bis 6,5 Zentimetern eiförmig bis kugelig. Der obere Teil der Zwiebel ist zu einem bis zu 10 Zentimeter langen und 2 Zentimeter dicken, oberirdischen Hals verlängert und ist mit häutigen Niederblättern besetzt. Diese Niederblätter sind im oberen Teil weißlich und im unteren Teil blass- bis dunkelbraun gefärbt. Die weißliche Außenhaut der Zwiebeln ist fleischig. Die weißen, schmalen, fleischigen Wurzeln sind bis zu 9 Zentimeter lang und 0,2 Zentimeter dick.
Die zwei bis sechs vor der Blütezeit erscheinenden Laubblätter stehen rosettig angeordnet und sind anfangs aufrecht, biegen sich jedoch mit zunehmendem Alter nach unten. Die zusammengerollte Blattspreite ist bei einer Länge von 9 bis 40 Zentimetern sowie einer Breite von 0,4 bis 1,3 Zentimetern linealisch-lanzettlich bis länglich. Die Blattspreite sind blassgrün bis blaugrün gefärbt und mit Ausnahme der fein und warzig behaarten Blattnerven und Spreitenränder kahl.

### Blütenstand und Blüte
Die Blütezeit von Albuca bakeri erstreckt sich von Juli bis September. Der Blütenstandsschaft ist 9 bis 22 Zentimeter lang. Der aufrechte, traubige bis annähernd schirmtraubige Blütenstand ist 3 bis 15 Zentimeter lang. 0,2 bis 7,5 Zentimeter langen Blütenstiele sind an der Basis des Blütenstandes länger ist am oberen Ende. Die weißen Tragblätter sind bei einer Länge von 0,9 bis 2,7 Zentimeter und einer Breite von 0,4 bis 1 Zentimeter eiförmig-lanzettlich bis dreieckig.
Die aufrechten, zwittrigen Blüten sind radiärsymmetrisch und dreizählig. Die sechs Blütenhüllblätter sind weiß und haben einen 0,2 bis 0,3 Zentimeter breiten, grünen Mittelstreifen sowie gelegentlich auch eine gelbliche Spitze. Die äußeren Blütenhüllblätter sind bei einer Länge von 1,9 bis 2,3 Zentimetern sowie einer Breite von 0,5 bis 0,7 Zentimetern länglich-lanzettlich und haben ein etwas kappenförmiges oberes Ende. Die inneren Blütenhüllblätter sind bei einer Länge von 1,3 bis 1,7 Zentimetern sowie einer Breite von 0,6 bis 0,7 Zentimetern eiförmig und haben ein stark kappenförmiges oberes Ende. Alle sechs Staubblätter sind fruchtbar. Die äußeren Staubfäden sind bei einer Länge von 1 bis 1,35 Zentimetern linealisch-lanzettlich bis annähernd länglich. Die inneren Staubfäden sind bei einer Länge von 1,05 bis 1,45 Zentimetern linealisch-länglich geformt. Die äußeren Staubbeutel sind 1,5 bis 3 Millimeter und die inneren Staubbeutel 4 bis 6 Millimeter groß. Der gestielte, dreikammerige Fruchtknoten ist bei einer Länge von 0,6 bis 0,7 Zentimetern und einer Breite von 0,2 bis 0,35 Zentimetern länglich bis verkehrt-eiförmig. Der keulenförmige oder verkehrt-konisch-pyramidale Griffel ist 0,7 bis 1,1 Zentimeter lang. Die Narbe ist gelblich grün.

### Frucht und Samen
Die dreikantigen, lokuliziden Kapselfrüchte sind dreifächrig und bei einer Länge von 1,4 bis 1,6 Zentimetern und einem Durchmesser von 1,1 bis 1,2 Zentimetern eiförmig. Zur Reife im späten September bis November hin sind die Früchte blassbraun gefärbt. Die flachen, dunkelbraunen bis schwarzen Samen sind 0,4 bis 0,5 Zentimeter lang und 0,3 bis 0,4 Zentimeter breit.

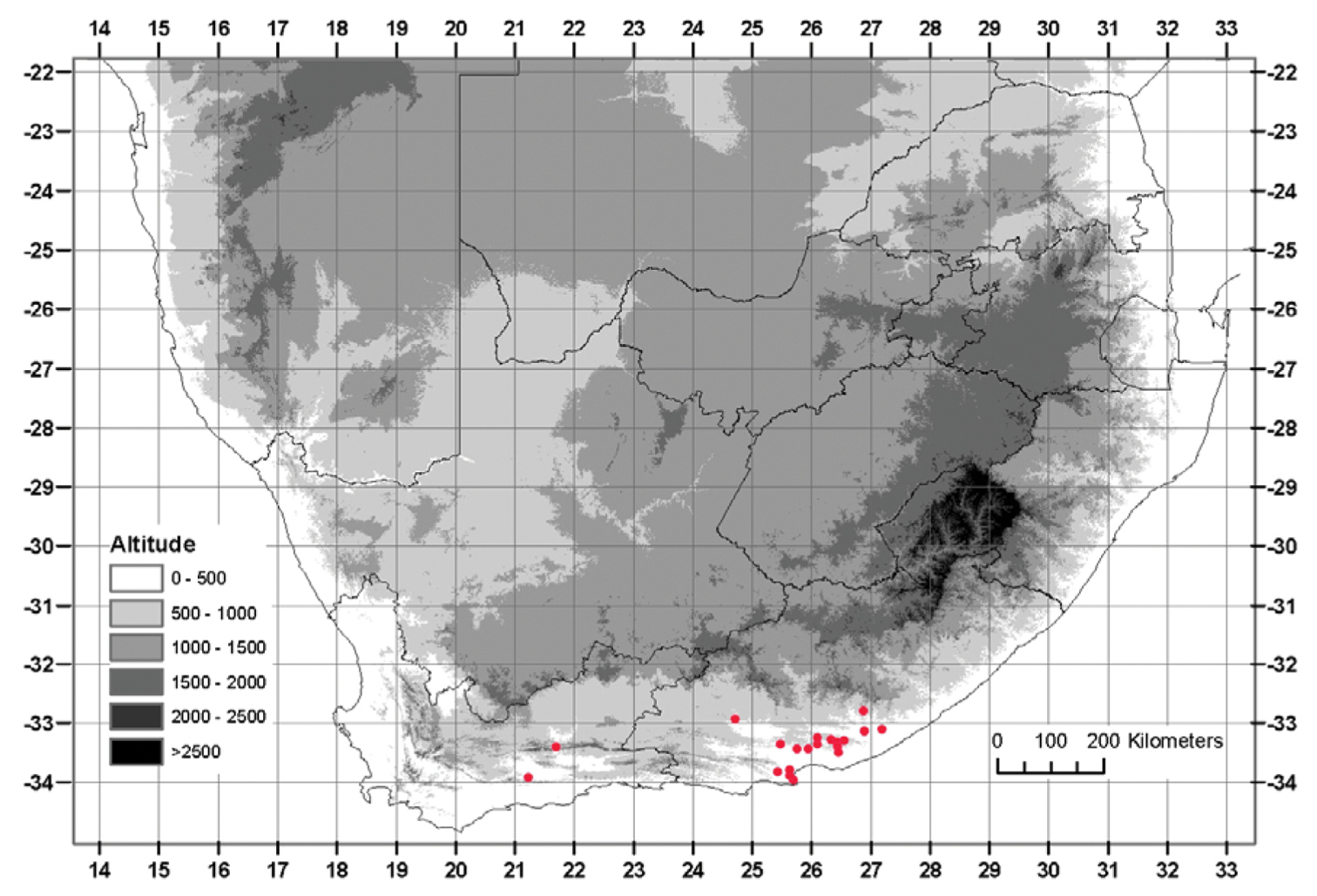
Karte mit bekannten Vorkommen von Albuca bakeri

## Vorkommen
Das natürliche Verbreitungsgebiet von Albuca bakeri liegt in den südafrikanischen Provinzen Ostkap und Westkap. Es erstreckt sich im Ostkap von Jansenville im Westen bis nach Alice und dem Keiskamma River im Osten. Die Vorkommen im Westkap liegen weit von denen des Ostkapes entfernt und befinden sich in der Nähe von Calitzdorp.
Albuca bakeri gedeiht in Höhenlagen von bis zu 650 Metern. Albuca bakeri wächst in der Karoo meist auf offenen, trockenen und steinigen Flächen.

## Taxonomie
Die Erstbeschreibung als Albuca bakeri erfolgte 2011 durch Mario Martínez-Azorín und Manuel Benito Crespo in PhytoKeys.  Das Artepitheton bakeri ehrt den britischen Botaniker John Gilbert Baker.